# パシファエ (衛星)
パシファエ(Jupiter VIII Pasiphae)は、木星の第8衛星。パシファエ群という、逆行する小衛星の集団の中で最大のものであり、また最初に発見された木星の逆行衛星である。

## 発見
フィリベール・ジャック・メロッテによって、1908年2月28日の夜にグリニッジ天文台で感光板に撮影された画像の中に写っているのが発見された。入念に以前の感光板を点検すると、1月27日の画像まで遡って写っているのが見つかった。木星に伴って移動しているのが確認されたものの、この段階では小惑星か木星の衛星かはっきりしなかったため、1908 CJという小惑星としての仮符号が与えられた。なおグリニッジ天文台のメンバー間での暫定的な議論では、木星の衛星だろうという結論を出していたが、4月10日になって正式に確認された。

## 名称
パシファエの名称は、ギリシア神話でミノスの妻でありミノタウロスの母であるパーシパエーから名付けられている。
発見以降長く正式な名称が付けられておらず、 単に Jupiter VIII という名称で呼ばれていた。また、1955年にブライアン・マースデンが提案したポセイドンという名称で呼ばれることもあった。1975年10月7日に、木星の第5衛星から第13衛星までの9つの衛星に正式な名称が付けられ、Jupiter VIII には Pasiphaë という名前が承認された。その後、2000年になって現在の Pasiphae という綴りに変更されている。

## 軌道と起源
パシファエは木星からおよそ2363万kmの距離を公転しており、約744日かけて軌道を一周する。
パシファエの周囲には似た軌道の特徴を持つ衛星が複数あり、これらのグループはこの中で最も大きいパシファエから名前を取ってパシファエ群と呼ばれている。パシファエ群の衛星は木星から2300万〜2400万km前後の距離を逆行軌道で公転し、軌道傾斜角は 145°〜158° 程度である。
パシファエ群の衛星は類似した軌道および物理的特徴を示すため、これらは同じ起源を持つと考えられている。木星の重力に捕獲された小惑星が破壊され、その際に発生した破片がパシファエ群の衛星になり、母天体の最も大きな残骸がパシファエになったと考えられる。
パシファエは木星と永年共鳴を起こしており、パシファエの近木点経度と木星の近日点経度は固定された関係にある。

## 物理的特徴
パシファエの見かけの等級は16.9であり、アルベドを0.04と仮定した場合、パシファエの直径はおよそ 60 km と推定される。また、密度を 2.6 g/cm3 と仮定した場合、質量はおよそ 3.0 ×1017 kg と推定される。逆行軌道にある衛星の中では最も大きく、また不規則衛星に分類される中ではヒマリアとエララに次いで3番目に大きい。
赤外線の分光測定により、パシファエのスペクトル的は特徴に欠けており、小惑星起源の天体だと推測できることが分かっている。パシファエはパシファエ群の他の衛星と同様に、木星に捕獲された小惑星の破片だと考えられている。
2002年にマゼラン望遠鏡を用いて行われた観測では、色指数は B-V=0.74、V-R=0.38、V-I=0.74 と測定されており、表面は灰色を示すことが分かっている。これはC型小惑星と類似した特徴である。しかし同じパシファエ群のカリロエとメガクリテは淡い赤色をしており、表面の特性がやや異なる可能性が示唆されている。2003年のジェミニ北望遠鏡を用いた観測でも、パシファエがC型小惑星と似た特徴を示すことが確認されている。